# Għajn Ħadid Tower

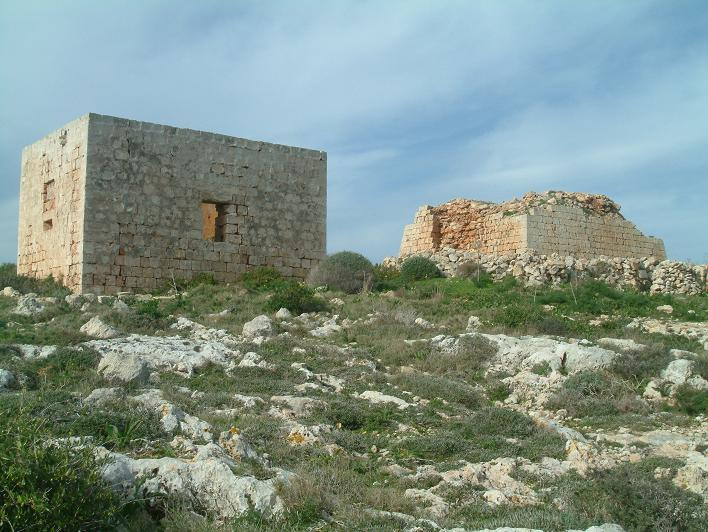
Għajn Ħadid Tower (rechts) und Blockhaus (links)

Der Għajn Ħadid Tower (maltesisch Torri ta' Għajn Ħadid) ist eine während der Zeit der Herrschaft des Johanniterordens im Jahre 1658 erbaute Befestigungsanlage in Malta. Der Turm steht auf den Għajn Ħadid Cliffs an dem L-Ahrax tal-Mellieha genannten Abschnitt der Nordküste der Insel Malta. Er überwachte den Zugang zur Mellieħa Bay und den Gozokanal.
Der Turm war der erste einer Reihe von dreizehn Wachtürmen, die während der Herrschaft des Großmeisters Martin de Redin von 1657 bis 1660 erbaut worden sind. Nach ihm werden diese Türme auch als de Redin Towers bezeichnet. Im Vergleich zu den 1609 bis 1614 erbauten Wignacourt Towers hatte sich die Aufgabe dieser Türme geändert. Wesentlich kleiner gebaut und schwächer bewaffnet, dienten sie vorrangig als Beobachtungsposten, von denen bei Annäherung einer gegnerischen Flotte die Garnison in Valletta und an anderen Orten alarmiert werden sollte. Dazu waren die Türme zusammen mit den Wignacourt Towers und den Lascaris Towers auf Sichtweite zueinander angeordnet, so dass bei Tag und Nacht optische Signale übermittelt werden konnten.
Wie auch alle anderen de Redin Towers, hat der Għajn Ħadid Tower einen quadratischen Grundriss. Die Seitenlänge beträgt rund 8,1 m. Der Turm hatte zwei Stockwerke. Im Untergeschoss befand sich ein größerer, fensterloser Lagerraum. Der Zugang zu diesem Raum war ebenerdig angelegt.
Während der britischen Kolonialherrschaft wurden diese Türme anfänglich noch genutzt. Captain Dickens schlug 1813 vor, die Türme zu verstärken und die Küstenbefestigungen des Ordens auszubauen. Diese Pläne gelangten jedoch nicht zur Ausführung. 1828 schlug Captain Jones von den Royal Engineers den Abbruch aller Türme vor. Er begründete seinen Vorschlag damit, dass die Türme einem Beschuss mit moderner Artillerie nicht lange standhalten würden, ein Ausbau jedoch zu aufwändig wäre. Der bauliche Zustand der Türme hatte sich in den zurückliegenden Jahren verschlechtert, einige waren in einem ruinösen Zustand, andere bedurften der Instandsetzung. 1832 verfügte Colonel Morshead, Chief Royal Engineer, den Abbruch aller Türme. Letztendlich wurde von einem Abriss Abstand genommen und die vorhandenen Türme an die lokalen Behörden übergeben.
Bei einem schweren Erdbeben wurde der Turm im Jahr 1856 zerstört. Das in der Nähe gelegene Blockhaus überstand das Erdbeben weitgehend unbeschädigt. Da militärisch nutzlos und weitab von den Siedlungsplätzen gelegen, wurde der Turm nicht wieder aufgebaut. Die Wappenplakette des regierenden Großmeisters, die sich ursprünglich über dem Eingang befand, ist im tas-salib-Garten in Mellieħa ausgestellt. Dort ist auch eine 6-Pfünder-Kanone zu sehen, die bis zum Erdbeben auf dem Turm aufgestellt war.

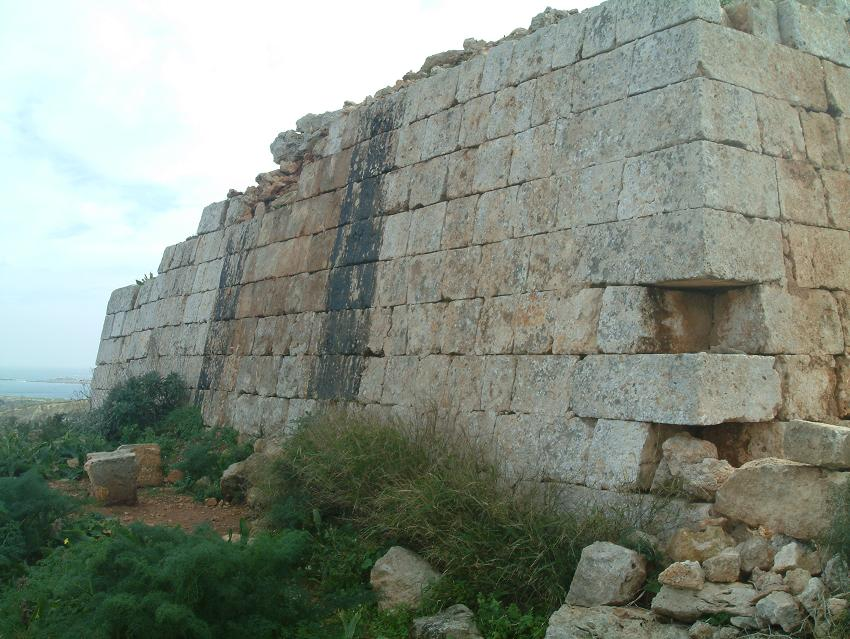
Nordseite des Turms
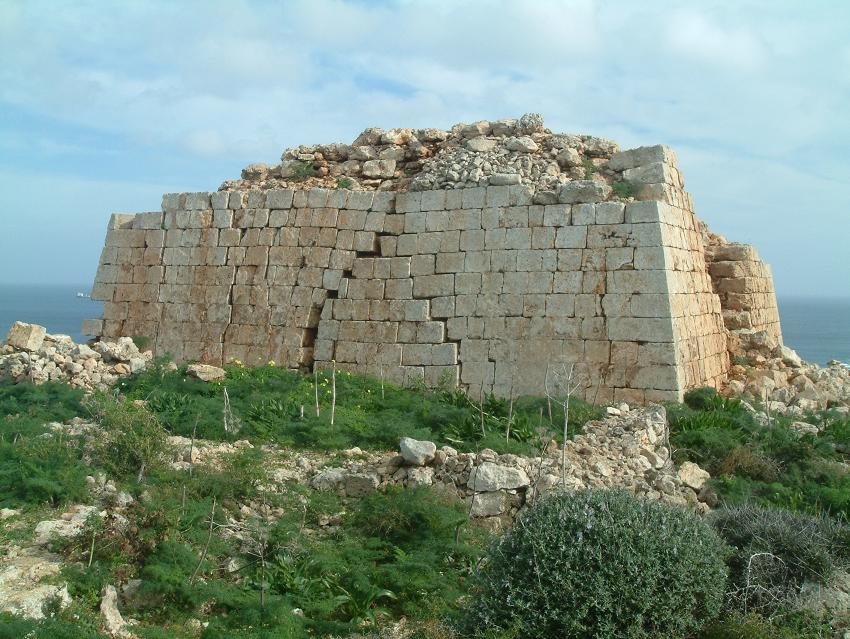
Westseite des Turms
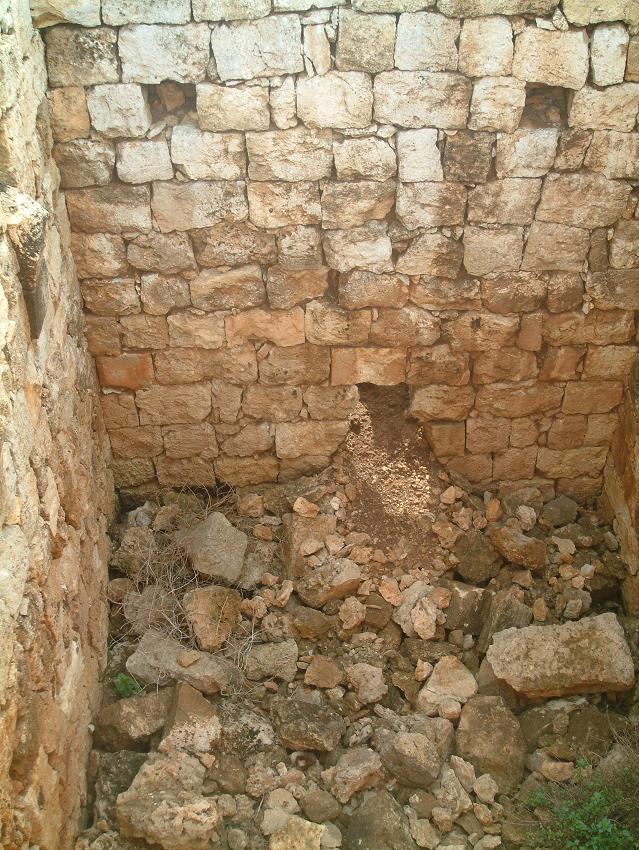
Innenansicht
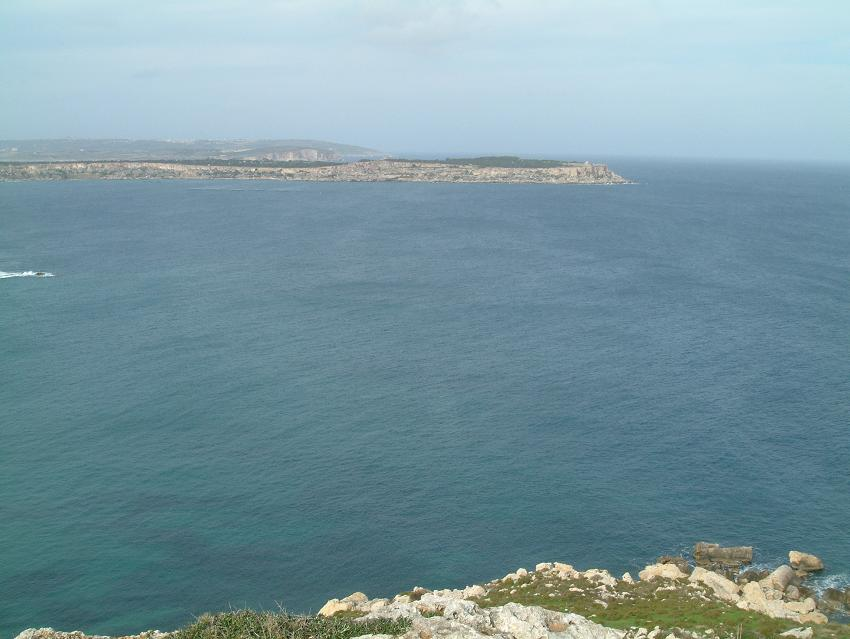
Blick vom Turm nach Norden über den Gozo Channel und Comino
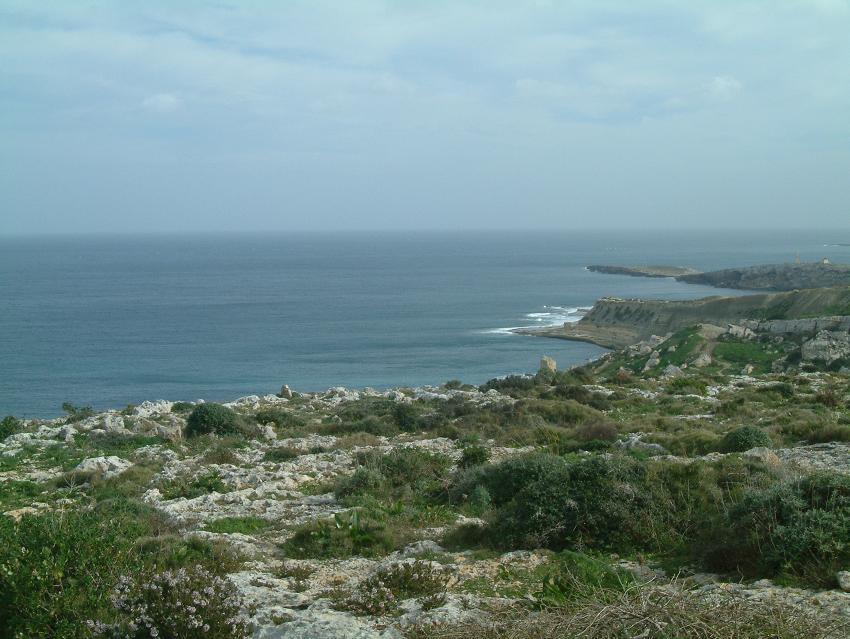
Blick vom Turm nach Osten über das Kliff auf die St Paul’s Islands